# Tanychora sessilis
Tanychora sessilis là một loài tò vò trong họ Ichneumonidae.